# Südzucker BKK
Die Südzucker BKK ist eine geschlossene Betriebskrankenkasse mit Sitz in Mannheim. Ein Beitritt ist Mitarbeitenden der Südzucker AG, der Beneo Gruppe und der CropEnergies Gruppe und deren Familien möglich.

## Geschichte
Die Wurzeln der Südzucker BKK lassen sich bis in das Jahr 1847 zurückverfolgen. Damals wurde durch die Geschäftsleitung der Badischen Gesellschaft für Zuckerfabrikation in Waghäusel ein Kranken- und Unterstützungsverein gegründet, welcher bei Krankheits-, Todes- und Unglücksfällen den Arbeitern und deren Angehörigen „die nöthige Hülfe, Verpflegung und besondere Unterstützung zu gewähren“ hatte. Diesen Verein stattete die Gesellschaft durch Überlassung von Anteilen an den Jahresergebnissen nach und nach mit einem Grundstock von 40.000 Gulden aus.
Die heutige Südzucker BKK wurde am 1. Februar 1933 durch Fusion aller Betriebsteile als Gemeinsame Betriebskrankenkasse der Süddeutschen Zucker AG errichtet. Ab 1955 firmierte sie als Südzucker-Betriebskrankenkasse. 1990 erfolgte die freiwillige Vereinigung mit der BKK der Vereinigten Zucker AG. 1992 folgte die Fusion mit der BKK der Südzucker GmbH zur neuen Südzucker-Betriebskrankenkasse. Zum Oktober 2014 benannte sie sich in Südzucker BKK um.
Zum 7. Februar 2024 hat sich die Zuständigkeit auch auf die Betriebsteile der CropEnergies AG erweitert.

## Beitragssätze
Seit 1. Januar 2009 werden die Beitragssätze vom Gesetzgeber einheitlich vorgegeben. Der kassenindividuelle Zusatzbeitrag betrug seit Januar 2025 2,3 %. Seit August 2025 werden 2,9 Prozent berechnet.